# Biobío
Biobío este un fluviu în regiunea Biobío, provincia Concepción, Chile. 